# Rhabdomastix (Rhabdomastix) posticata
Rhabdomastix (Rhabdomastix) posticata is een tweevleugelige uit de familie steltmuggen (Limoniidae). De soort komt voor in het Neotropisch gebied.